# 236617 Loriglaze
236617 Loriglaze è un asteroide della fascia principale interna. Scoperto nel 2006, presenta un'orbita caratterizzata da un semiasse maggiore pari a 2,452305 UA e da un'eccentricità di 0,174714, inclinata di 0,663837° rispetto all'eclittica.
Lori S. Glaze è una scienziata planetaria americana, che è stata direttrice di missione della NASA durante il sorvolo di Arrokoth da parte della missione New Horizons della NASA. Ha fornito un supporto fondamentale a New Horizons nella sua esplorazione della cintura di Kuiper.